# Dendrobium dichroma
Dendrobium dichroma är en orkidéart som beskrevs av Rudolf Schlechter. Dendrobium dichroma ingår i släktet Dendrobium, och familjen orkidéer. Inga underarter finns listade i Catalogue of Life.